# Earl Derr Biggers
Earl Derr Biggers (24. srpna 1884 Warren, Ohio – 5. dubna 1933 Pasadena, Kalifornie) byl americký spisovatel detektivních románů.

## Život
Narodil se ve městě Warren v Ohiu. Absolvoval Harvardovu univerzitu a začal pracovat v Bostonu jako novinář a divadelní kritik.

## Tvorba
Publikoval dva romány, ale bez valného ohlasu. Upozornil na sebe až dílem Sedm klíčů k Baldpatu (1913). Román byl zpracován do formy dramatu, hrál se na Broadwayi, a byl dvakrát zfilmován.
Další tři romány sice kladou důraz na záhadu a momenty napětí, ale nebyly zvlášť úspěšné. Inspiraci našel v detektivkách. Stvořil postavu tělnatého Cahralie Chana, s buclatými tvářemi a šikmýma očima, který slouží jako detektivní seržant v Honolulu. Kromě toho, že je Chan policistou, je také velkým znalcem lidské psychologie.
Biggers napsal celkem šest románů s Charlie Chanem, potom však předčasně zemřel.
Charlie Chan vystupuje celkem více než v 50 filmech, ale většina z nich nevychází z Biggersových románů, ale pouze z úspěšné postavy.

## Dílo

### Romány
- Seven Keys to Baldpate – Sedm klíčů k Baldpattu (1913)
- Love Insurance (1914)
- Inside the Lines (1915) (společně s Robert Welles Ritchie)
- The Agony Column (1916) (též jako Second Floor Mystery)
- Fifty Candles – Padesát svíček (1926)
- Earl Derr Biggers Tells Ten Stories Earl Derr Biggers vypráví příběhy (povídky) (1933)

### Detektivní romány
- The House Without a Key – Smrt v Honolulu (1925)
- The Chinese Parrot – Čínský papoušek (1926)
- Behind That Curtain – Kdo je Eva Durandová? (1928)
- The Black Camel – Černý velbloud (1929)
- Charlie Chan Carries On – Případu se ujímá Charlie Chan (1930)
- Keeper of the Keys – Strážce klíčů (1932)